# 寺原村
寺原村（てらはらむら）は、茨城県北相馬郡にかつて存在した村である。現在の茨城県取手市の中部に位置している。

## 沿革
- 1889年（明治22年）4月1日 - 町村制施行に伴い、寺田村、桑原村が合併し北相馬郡寺原村が発足。
- 1955年（昭和30年）2月15日 - 取手町、稲戸井村、小文間村、高井村の大部分とともに合併、新たな取手町となり消滅。

## 災害
利根川と小貝川に挟まれた地域であるため、近隣町村とともに水害に直面した歴史がある。
- 1950年（昭和25年）8月2日 - 高須村神浦地先で堤防が決壊。近隣の町村とともに村内が水没した。死傷者は出なかったものの、地域一帯で被災者25000人を出した[1]。